# Guerra civil lituana (1381-1384)
La guerra civil lituana de 1381-1384 fue la primera lucha entre los primos Jogaila, Gran Duque de Lituania y posteriormente rey de Polonia, y Vitautas. Comenzó tras la firma por parte de Jogaila del Tratado de Dovydiškes con la Orden Teutónica, alianza dirigida contra su tío Kęstutis, padre de Vitautas. Kęstutis conseguiría hacerse con el poder en el Gran Ducado, pero fue traicionado por los partidarios de Jogaila, principalmente de Vilna. Durante las negociaciones para una tregua, Kęstutis y Vitautas fueron arrestados y encerrados en el castillo de Kreva. Kęstutis moriría allí una semana después, pero Vitautas consiguió escapar y se alió con los Caballeros Teutónicos. A continuación ambas fuerzas saquearon las tierras lituanas. Finalmente los primos se reconciliarían debido a la necesidad de Jogaila de obtener estabilidad interna de cara a las negociaciones con el Gran Ducado de Moscú y el Reino de Polonia para una posible cristianización de Lituania. La guerra no conseguiría dirimir la lucha de poder, ya que se reanudaría en la guerra civil lituana de 1389-1392 que se resolvería con el Acuerdo de Ostrów. Después de más de diez años de lucha, Vitautas finalmente se convertiría en Gran Duque de Lituania, gobernando el país durante 38 años.

## Antecedentes
Los hermanos Algirdas y Kęstutis cogobernaron pacíficamente el Gran Ducado de Lituania. Algirdas, que era el Gran Duque, pasó gran parte de su vida tratando con los habitantes de las provincias orientales del Gran Ducado, eslavos de fe ortodoxa. Kęstutis, en nombre de Algirdas, conducía la mayoría de los asuntos de la parte occidental, incluyendo la defensa contra los Caballeros Teutónicos. Algirdas murió en 1377, dejando el trono a Jogaila, su hijo mayor de su segundo matrimonio con Uliana de Tver. Kęstutis y Vitautas continuaron colaborando con Jogaila incluso cuando su derecho a la herencia fue puesto en litigio por Andréi de Polotsk, el hijo mayor de su primera unión con María de Vitebsk.
Los caballeros teutónicos continuaron su cruzada contra la pagana Lituania. En invierno de 1378 se organizó una gran campaña. Los teutones alcanzaron Brest y el río Prípiat. Los caballeros de la Orden Livona saquearon Upytė. Otra campaña amenazaba a la capital, Vilna. En verano de 1379, el hermano de Jogaila, Skirgaila fue enviado a los Caballeros para discutir la situación, posibles vías de cristianización y el fin del apoyo de la Orden Livona a Andréi, pero los detalles de la embajada son desconocidos, e incluso se rumorea que también visitó al emperador del Sacro Imperio Romano Germánico. Mientras que el propósito y el resultado del viaje no han quedado claros, normalmente se cita como una intriga a espaldas de Kęstutis. Mientras tanto Kęstutis ofreció negociar una tregua con los caballeros y unintercambio de prisioneros. El 29 de septiembre de 1379, se firmó una tregua para diez años en Trakai. A esta tregua le siguieron tres días de negociaciones secretas entre Jogaila y los caballeros en Vilna. Fue el último tratado que Kęstutis y Jogaila firmaron conjuntamente. Sin embargo, la tregua sólo protegía a las tierras cristianas del sur, por lo que las tierras paganas de Kęstutis en el norte y el oeste de Lituania eran vulnerables todavía a los ataques teutónicos.
En febrero de 1380, Jogaila, sin Kęstutis, hizo un pacto con la Orden Livona para proteger sus tierras lituanas y acabar con el apoyo de ésta a Andréi de Polotsk. El 31 de mayo del mismo año, jogaila y el Gran Maestre de la Orden Teutónica Winrich von Kniprode firmaron el Tratado de Dovydiškės. Las cláusulas del tratado, eran, en líneas generales, complicadas y no muy claras. Según los términos del acuerdo, Jogaila no podía intervenir si atacaban los caballeros a Kęstutis o a sus hijos. Sin embargo, si para no parecer sospechoso tuviera que brindarle ayuda, no sería una violación del tratado. Es objeto de controversia la motivación detrás de este tratado. Algunos historiadores culpan a Uliana, madre de Jogaila, o a su consejero Vaidila, mientras que otros señalan diferencias generacionales: Kęstutis tenía alrededor de 80 años y no quería convertirse a al cristianismo; Jogaila, por su parte, tenía unos treinta años y estaba intentando encontrar vías para convertir y modernizar el país. Existe también la teoría que el tratado estaba dirigido principalmente contra Andréi y sus aliados -su hermano Dmitri de Briansk y el Gran Duque de Moscú Dmitri Donskói. Jogaila, habiendo asegurado su frente occidental, se alió con la Horda de Oro contra el Gran Ducado de Moscú para la futura batalla de Kulikovo.

## Guerra civil

### El golpe de Estado de Kęstutis

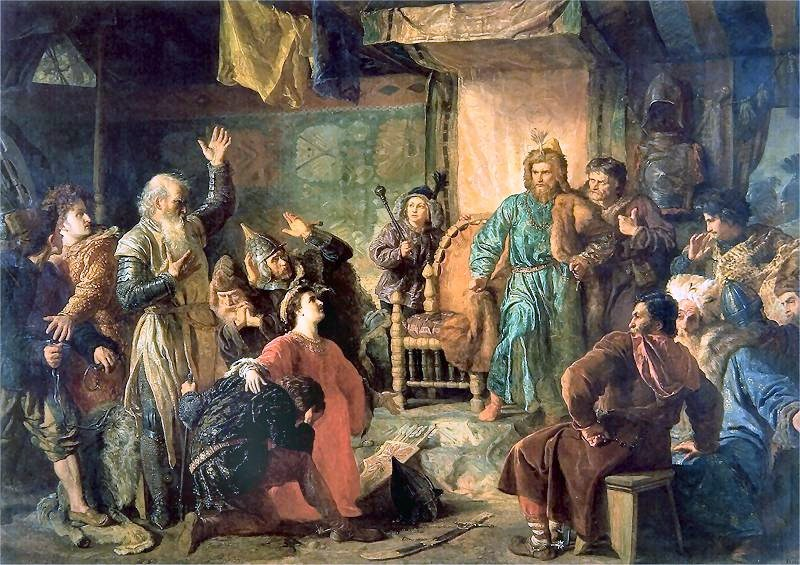
Vitautas y Kęstutis encarcelados por Jogaila. obra de Wojciech Gerson.

A principios de 1381, sin violar el Tratado de Dovydiškės, los Caballeros Teutónicos saquearon el Ducado de Trakai y Samogitia. Mientras saqueaban en el camino de Trakai, los Caballeros usaron bombardas por primera vez y destruyeron Naujapilis haciendo unos tres mil prisioneros. En agosto de 1381, Kuno von Liebenstein, komtur de Osterode y padrino de Danutė de Lituania, informó a Kęstutis del tratado secreto. Cuando Kęstutis le preguntó a Vitautas si sabía algo del tratado, él lo negó y mostró sus sospechas de que podía ser una trampa teutónica. En otoño de 1381, Kęstutis se aprovechó de la rebelión de Polotsk contra Skirgaila. Jogaila estaba sofocando la rebelión, y su ausencia suponía una buena oportunidad para capturar Vilna, la capital del Gran Ducado. Kęstutis se convirtió en Gran Duque y Jogaila fue hecho prisionero cuando volvía a Vilna. Vaidila fue ejecutado. Jogaila le juró fidelidad a Kęstutis y fue liberado, recibiendo Kreva y Vitebsk como patrimonio. Kęstutis reanudó la guerra contra los Caballeros Teutónicos: su ejército saqueó Varmia e intentó capturar Georgenburg (Jurbarkas).
El 12 de junio de 1382, mientras Kęstutis estaba ausente luchando contra Dmitri Korybut de Nóvgorod-Síverski, quien se había negado a pagar impuestos, y Vitautas estaba en Trakai, los residentes de Vilna, encabezados por el mercader Hanul, dejaron que el ejército de Jogaila ocupara la ciudad. Los mercaderes estaban descontentos con las políticas de Kęstutis ya que deterioraban la economía, especialmente el comercio con Livonia. Vitautas intentó reunir tropas en Trakai y atacar Vilna, pero Jogaila recuperó el trono. El 6 de julio, firmó la tregua de Bražuolė de dos meses con los Caballeros Teutónicos. Vitautas se retiró de Trakai ante el avance de las tropas conjuntas de los teutónicos y Jogaila, rindiéndose la ciudad el 20 de julio. Mientras tanto Kęstutis reunía a sus partidarios en Samogitia, su hijo buscaba soldados en Hrodna y su hermano Liubartas reclutaba hombres en Halych-Volynia. El 3 de agosto de 1382 se encontraron los ejércitos de Kęstutis y Jogaila cerca de Trakai para una batalla decisiva, pero ésta jamás se dio. De acuerdo a las fuentes teutónicas, Kęstutis se dio cuenta de que Jogaila y sus aliados teutónicos tenían fuerzas superiores y su contingente samogitio se negaba a luchar. Ambos bandos acorrdaron negociar. Kęstutis y Vitautas fueron al campamento de Jogaila, pero fueron arrestados y enviados a prisión en el castillo de Kreva. Su ejército se dispersó. El 15 de agosto, cinco días después de su encarcelamiento, Kęstutis fue hallado muerto por Skirgaila. Jogaila dijo que se había ahorcado a sí mismo, pero se extendieron los rumores de que había sido estrangulado. Jogaila organizó un gran funeral pagano por Kęstutis, siendo su cuerpo enterrado con caballos, armas y otros tesoros en Vilna.

### Huida de Vitautas
Vitautas permaneció en prisión hasta otoño de 1382. consiguió escapar con la ayuda de su mujer Ana, quien recibió permiso para visitar a su marido. De acuerdo a diferentes fuentes Vitautas intercambió sus ropas con las de su mujer o una de sus doncellas y se escapó sin ser detectado. Primero buscó la ayuda de su hermana Danutė y su marido Janusz I de Varsovia, y más tarde a Siemowit IV, Duque de Masovia. Finalmente fue a ver a sus enemigos, los Caballeros Teutónicos para pedirles protección y ayuda militar contra Jogaila. De acuerdo a Wigand de Marburgo, Birutė, madre de Vitautas, fue ahogada en Brest al parecer en represalia a su huida. Dos de sus parientes, Vidimantas y Butrimas, también fueron asesinados.
Los caballeros recibieron a Vitautas sin entusiasmo. Por la misma época estaban negociando con Jogaila. El 31 de octubre de 1382, formularon el Tratado de Dubysa en tres actas separadas. It was a reward for all their help in defeating Andrei and Kęstutis. Jogaila se comprometía a aceptar el cristianismo en el plazo de cuatro años, a convertirse ne aliado de la Orden, a no iniciar ninguna guerra sin la aprobación de la Orden, y entregar Samogitia, que todavía apoyaba a Vitautas, a partir del río Dubysa. Sin embargo, la ratificación del tratado se aplazaba continuamente. Una de las razones para el enfriamiento de las relaciones fue la guerra que Jogaila había empezado con Masovia sin consultarles. Los Caballeros también intentaron enfrentar a Vitautas y Jogaila. Otros historiadores sugieren que Jogaila estaba pensando en una alianza con Polonia o Moscú. Finalmente en junio de 1383, Jogaila y el Gran Maestre no acudieron a una reunión programada excusándose con pretextos y la alianza se rompió. Los Caballeros entonces renaudaron su guerra contra Lituania.

### Reconciliación
A principios de septiembre, Vitautas y los Caballeros tomaron el control de Trakai brevemente, atacando sin éxito Vilna. El 21 de octubre de 1383, en Tapiau, Vitautas fue bautizado en una pequeña ceremonia en el rito católico, recibiendo el nombre de Wigand (en lituano: Vygandas) por su padrino Wigand, komtur de Ragnit. Vitautas recibió Nuevo Marienburgo, un castillo sobre el río Neman cerca de la desembocadura del Dubysa, donde se le unieron sus parientes y partidarios, deterrados de sus posesiones por Jogaila. Entre ellos estaba su hermano Tautvilas Kęstutaitis. Vitautas intentó también asegurarse el apoyo de los samogitios. El 30 de enero de 1384, en Königsberg, Vitautas firmó el tratado homónimo y prometió hacerse vasallo de la Orden y cederle parte de Samogitia, desde el río Nevėžis, incluyendo Kaunas. En mayo de 1384, los Caballeros comenzaron a construir una nueva fortaleza en Kaunas, llamado Nuevo Marienverder. El 14 de junio de 1384, Vitautas renovó sus promesas de enero, en esta nueva fortaleza.
Mientras tanto Jogaila, probablemente influenciado por su madre ortodoxa Uliana de Tver, buscó la alianza con el Gran Ducado de Moscú. Estaba negociando su matrimonio con Sofía, hija de Dmitri Donskói, y ser bautizado según el rito ortodoxo. Para llevar a cabo sus planes, tenía que reconciliarse con Vitautas y finalizar la guerra civil. En primavera de 1384, Jogaila le ofreció Volinia con Lutsk, pero Vitautas rechazó la oferta y reclamó la devolución de todo su patrimonio, que incluía Trakai, gobernada entonces por Skirgaila. Jogaila prometió entregárselo tan pronto como Skirgaila consiguiera hacerse con Polotsk. En julio, Vitautas se mostró conforme y decidió abandonar la alianza con los Caballeros Teutónicos. Quemó dos castillos teutónicos en el río Niemen (Nuevo Mariemburgo y Georgenburgo). Nuevo Marienverder fue asediado durante seis semanas por las fuerzas conjuntas de Jogaila y Vitautas.

## Consecuencias
Vitautas volvió a Lituania sin un acuerdo escrito claro por parte de Jogaila. Recibió hrodna, Brest, Podlaquia, Vawkavysk. Con la intención de recibir Volynia tras la muerte de su tío Liubartas, Vitautas se bautizó al rito ortodoxo. Skirgaila continuó gobernando Trakai. Vitautas juró fidelidad a Jogaila y se convirtió en uno de los duques regionales. Jogaila estab considerando las diferentes propuestas de bautismo. Rechazó el Tratado de Dubysa con los Caballeros Teutónicos. Negoció con Moscú, pero era un aliado peligroso, además de que la ortodoxia no les salvaría de los ataques de los Caballeros Teutónicos. Moscovia perdió una parte de su poder e influencia después del asedio de Moscú de 1382 por los mongoles. Una tercera opción era representada por Polonia: se estaba buscando a un novio adecuado para Eduviges I de Polonia, que debería de ser un candidato válido para convertirse en rey de Polonia. En agosto de 1385, Jogaila firmó la Unión de Krewo, prometiendo cristianizar Lituania, casarse con Jadwiga, formando entre los dos territorios una unión personal. En 1386, fue bautizado y coronado rey. Skirgaila fue dejado como regente en Lituania. Aprovechándose de la ausencia de Jogaila, Andréi de Pólotsk reanudó su lucha por el trono de Lituania. Durante ese tiempo Vitautas permaneció leal y ayudó a Jogaila y Skirgaila a derrotar a Andréi.
El 28 de abril de 1387, tras la derrota de Andréi, Skirgaila recibió Pólotsk y Trakai -rompiéndose así la promesa dad a Vitautas de que recibiría Trakai cuando Skirgaila recibiera Pólotsk. Tratando de apaciguarle, Jogaila le otorgó Lutsk (aunque dejó a un polaco al cargo del castillo de Lubart y Volodímir-Volinski Esto no le satisfizo y se estropeó la relación. Por el mismo tiempo, el descontento de los lituanos con el gobierno de Skirgaila crecía día a día, resintiéndose de la influencia polaca en el gobierno. Querían mantener la singularidad legal de Lituania y que se reservaran los cargos oficiales a los lituanos. Traicionados, los Caballeros Teutónicos continuaron reclamando Samogitiay continuaron preparando la guerra. Estas circunstancias permitieron a Vitautas reaparecer en la lucha por el poder. Por segunda vez acudiría a los Caballeros, por lo que se dio otra guerra civil. Ésta acabaría en el Pacto de Ostrów, en 1392. Vitautas le juraría nuevamente fidelidad a Jogaila, que le otoraría una vasta autonomía en Lituania, convirtiéndose en Gran Duque de Lituania durante 38 años.